# Mezquite de Sotelo
Mezquite de Sotelo es una localidad del estado mexicano de Guanajuato. Es parte del municipio de Silao de la Victoria.

## Demografía
| Gráfica de evolución demográfica |
|                                  |

| Censo | Población |
| ----- | --------- |
| 1970  | 303       |
| 1980  | 246       |
| 1990  | 600       |
| 2000  | 845       |
| 2010  | 1 295     |
| 2020  | 1 686     |